# Révolution orange
Cette page se comprend mieux après la lecture de Élection présidentielle ukrainienne de 2004.
Ne doit pas être confondu avec Révolution ukrainienne de 2014 ou Euromaïdan.
Pour un article plus général, voir Révolutions de couleur.

L’orange était la couleur arborée par ses partisans.

La révolution orange (en ukrainien : Помаранчева революція, Pomarantchéva révolioutsiya) est une série de manifestations politiques ayant eu lieu en Ukraine à la suite de la proclamation le 21 novembre 2004 du résultat du deuxième tour de l'élection présidentielle, que de nombreux Ukrainiens perçoivent comme truqué par le gouvernement de Viktor Ianoukovytch et par le puissant clan de Donetsk, dont l'oligarque Rinat Akhmetov. Certains sont également outrés par l'appui médiatique, politique et logistique de Vladimir Poutine et du gouvernement russe à Ianoukovytch, et c'est pourquoi ces évènements sont comptés parmi les conflits post-soviétiques. 
Organisées par le candidat malheureux à la présidence, Viktor Iouchtchenko et son alliée Ioulia Tymochenko, les protestations prennent rapidement de l'ampleur. Elles sont financées par des opposants du clan de Donetsk, dont certains possèdent des fortunes considérables. La révolution bénéficie du soutien de nombreux gouvernements occidentaux, dont celui des États-Unis et de financements d'organisations américaines, elle mobilise plus d'un demi-million de manifestants à Kiev et à travers le pays pendant une quinzaine de jours.
Le résultat immédiat de la révolution orange est l'annulation par la Cour suprême du scrutin et l'organisation d'un nouveau vote le 26 décembre 2004, qui voit la victoire de Viktor Iouchtchenko, qui réunit 52 % des voix contre 44 % pour son rival Viktor Ianoukovytch. Les observateurs de l'OSCE estiment que ce nouveau vote s'est déroulé dans de bien meilleures conditions que les deux précédents. D'un point de vue géopolitique, la révolution orange marque un rapprochement de l'Ukraine avec l'OTAN et avec l'Union européenne.

## 2004-2005: la révolution

### Contexte
À travers la révolution orange, et après la révolution des Roses en Géorgie (novembre 2003), c'est la lutte d'influence que se livrent en sourdine Moscou et Washington dans la zone qui transparaît.
Le caractère spontané du mouvement est remis en question par la Russie et plusieurs titres de presse d'horizons divers, qui soulignent que la révolution orange a bénéficié d'aides extérieures et notamment de soutiens financiers de milieux proches des intérêts de gouvernement américain ou opposants au régime de Vladimir Poutine : par exemple, le candidat Iouchtchenko aurait, selon une information d'Associated Press reprise dans un article du Monde Diplomatique, bénéficié de 65 millions de dollars de la part de l'administration Bush. Les experts du Kremlin liés au régime de Vladimir Poutine propagent alors l'idée selon laquelle cette révolution serait liée à un dispositif dit de « double endiguement ».

### Historique

#### Le résultat du second tour de l'élection présidentielle et le début de la révolution orange
À la suite du premier tour, où aucun candidat n'a atteint les 50 % de votes nécessaires pour une victoire au premier tour, un second tour est organisé le 21 novembre 2004. Les sondages de sortie des urnes indiquaient une avance de 11 points pour Iouchtchenko[réf. nécessaire]. Des observateurs étrangers, comme l'OCDE, ont rapporté des irrégularités et des allégations de fraude électorale furent avancées. Iouchtchenko et ses partisans ont refusé les résultats officiels. Ils ont alors organisé des rassemblements de protestation à travers le pays et ont incité à une grève générale. Plusieurs municipalités, dont celles de Kiev et de Lviv, ont annoncé qu'elles n'acceptaient pas la présidence de Ianoukovytch.
Le 23 novembre 2004, une manifestation pacifique rassemblant environ un demi-million de défenseurs de Iouchtchenko a eu lieu sur la place de l'Indépendance à Kiev, devant le siège du parlement ukrainien, la Verkhovna Rada.
Les manifestants arboraient des drapeaux de couleur orange, symbole principal du mouvement. De nombreuses banderoles orange portant le slogan Tak! Iouchtchenko! (tak signifie « oui » en ukrainien) figuraient dans les cortèges. À l'intérieur de la Verkhovna Rada, Iouchtchenko a prêté symboliquement serment comme « président », devant les défenseurs du parlement.
Les gouvernements occidentaux, malgré la ferme opposition russe de Vladimir Poutine, ont soutenu qu'il y avait irrégularité des élections, tandis que Poutine et le président biélorusse Loukachenko ont été les seuls à reconnaître l'élection de Ianoukovytch et à le féliciter, avant même qu'elle ne soit proclamée par la commission électorale ukrainienne.

#### Nouveau second tour et la victoire de Viktor Iouchtchenko
Après des négociations difficiles, les deux partis, aidés par l'Union européenne, en particulier par la diplomatie polonaise et le président polonais Aleksander Kwaśniewski, sont convenus de tenir de nouveau le second tour le 26 décembre 2004. La constitution ukrainienne a également été modifiée par la Rada dans un sens plus parlementaire.
La presse internationale a qualifié ce mouvement de « révolution orange » (qui était la couleur du parti du candidat) et a souligné la quasi-absence d'incidents violents, ainsi que la prise de conscience politique des Ukrainiens. En 2001, un mouvement de protestation contre le président Koutchma avait dégénéré en affrontements avec la police.
Viktor Iouchtchenko fut crédité de 51,99 %, contre 44,19 % pour son rival, Viktor Ianoukovytch. Ce dernier a, peu après, annoncé qu'il porterait plainte contre les nombreuses fraudes que les partisans de Viktor Iouchtchenko auraient commises. Les quatre plaintes qu'il a déposées ont été invalidées par la Cour suprême d'Ukraine. 
Pendant ce temps, plusieurs citoyens ont porté plainte, individuellement, contre des fraudes dont ils ont été témoins. Les plaintes furent reçues par fax et le contenu de la plupart des plaintes était identique - seuls le nom et la signature différaient. Ces plaintes ont retardé la proclamation officielle de la victoire de Viktor Iouchtchenko.

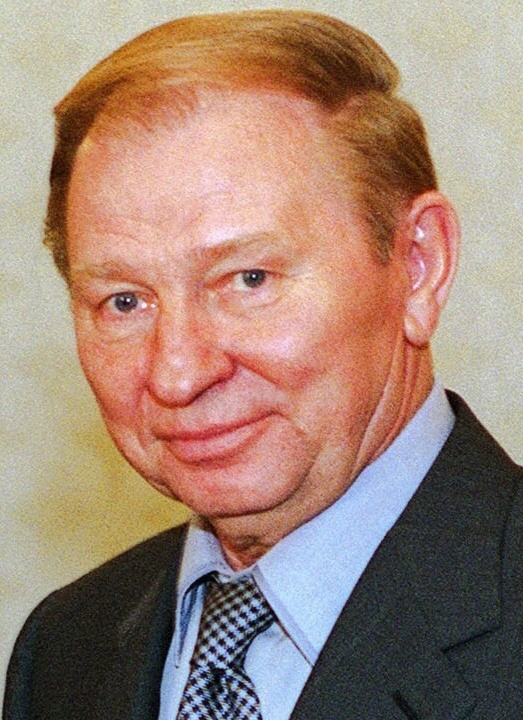
Leonid Koutchma.

Le 29 décembre, des partisans de Iouchtchenko ont, à sa demande, bloqué l'accès au siège du gouvernement afin d'empêcher la tenue d'un conseil des ministres. Selon Iouchtchenko, le gouvernement n'avait plus le droit de réunion, puisqu'il fut dissous par le parlement à la suite de fraudes lors du second tour. Cependant, vis-à-vis de la loi ukrainienne, cette dissolution doit être approuvée par le président ukrainien, Leonid Koutchma, ce qui n'a pas été le cas. À la suite du dépouillement des bulletins de vote du second tour, Leonid Koutchma a déclaré que le perdant devait annoncer sa défaite.
Le 31 décembre, Viktor Ianoukovytch a finalement démissionné de son poste de Premier ministre sans toutefois reconnaître sa défaite. Il annonça qu'il utiliserait tous les moyens légaux pour faire invalider ce second tour. Le 20 janvier 2005, la Cour suprême ukrainienne a rejeté la plainte de Viktor Ianoukovytch et annoncé que cette décision était sans appel ; de ce fait, Viktor Iouchtchenko fut déclaré vainqueur de l'élection présidentielle.
Le 23 janvier, Viktor Iouchtchenko a prêté serment et a été investi comme président de l'Ukraine, ce qui était le principal objectif de la révolution orange.

### Controverses

#### Le financement de la révolution orange
La logistique de cette manifestation semble avoir été largement prévue par les organisations Pora et Znayu, qui ont des liens avérés avec le mouvement Otpor qui avait réussi à faire chuter l'ex-président serbe Slobodan Milošević en juillet 2000 et s'était déjà impliqué dans la révolution des Roses géorgienne de décembre 2002, ainsi que dans les tentatives de renversement du régime biélorusse de 2001 et 2004.
Ces organisations seraient elles-mêmes alimentées par des organisations occidentales, telles le Konrad Adenauer Institut, proche de la CDU, l'Open Society Institute de George Soros, le National Democratic Institute for International Affairs, proche du parti démocrate américain et la Freedom House, proche du gouvernement américain. Selon le journal britannique The Guardian, le gouvernement des États-Unis a dépensé 14 millions de dollars pour organiser la révolution orange, et plusieurs autres organisations américaines, notamment le parti démocrate et le parti républicain, y ont contribué.
L'origine de ces fonds a été pointée du doigt par l'ex-pouvoir ukrainien, le gouvernement russe ainsi que des groupes occidentaux d'extrême gauche, qui ont accusé le gouvernement américain d'avoir organisé une manipulation de la population ukrainienne pour étendre leur zone d'influence.
Le milliardaire israélo-russe Boris Abramovitch Berezovsky a affirmé qu'il n'envoyait pas d'argent aux partis (ce que la loi ukrainienne interdit) mais « à des mouvements pro-démocratie ». Il affirme avoir transmis l'argent sur les comptes de proches du président Viktor Iouchtchenko qui ont, eux, nié ce financement.
Depuis 1991, les États-Unis financent des groupes politiques pro-européens en Ukraine par l'intermédiaire d'ONG comme la Fondation Carnegie. La diplomate américaine Victoria Nuland, représentante du Bureau des Affaires Européennes et Eurasiennes à Washington, indique que ce financement a dépassé 5 milliards de dollars depuis 1991,.
En décembre 2004, Madeleine Albright, à la tête du National Democratic Institute, finance à hauteur de 65 millions de dollars signé par le gouvernement américain pour le renversement du président, Leonid Koutchma. L'Ukraine vit à l'heure du mouvement Pora. Pendant un mois, des milliers de tentes s'installent dans le centre-ville. Kiev est paralysé. Viktor Iouchtchenko est démocratiquement élu lors d'une nouvelle élection présidentielle.

#### Marque déposée
Le slogan Tak! Iouchtchenko (« Oui ! Iouchtchenko ») est une marque déposée, qui est actuellement au bénéfice exclusif du fils du président Iouchtchenko, Andriy Iouchtchenko.

## 2005-2010: la politique ukrainienne sous Viktor Iouchtchenko

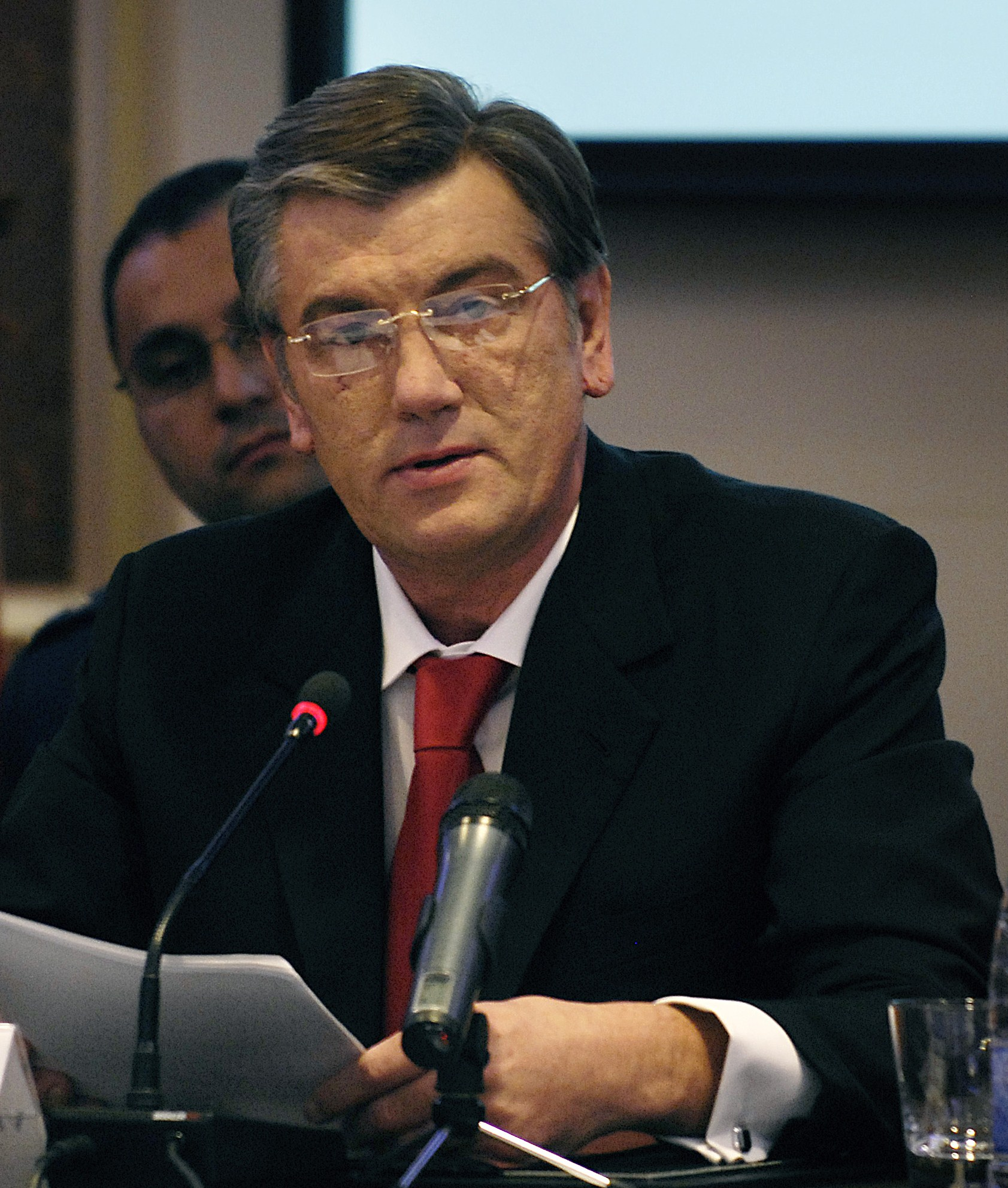
Viktor Iouchtchenko perd rapidement en popularité après son élection et ses années de présidence sont controversées.

Pour la majorité des Ukrainiens comme pour les observateurs internationaux, l'arrivée au pouvoir de Iouchtchenko symbolisait un nouveau départ pour l'Ukraine. Viktor Iouchtchenko prônait notamment l'importance d'une meilleure démocratie et d'un rapprochement vers l'Union européenne, rompant avec le régime « post-communiste » du président Leonid Koutchma (1994-2005) caractérisé par le manque de libéralisme, la censure de la presse, la partialité de la justice, la collusion entre la sphère politique et la sphère économique, et des soupçons d'intimidation envers l'opposition, notamment avec l'affaire d'empoisonnement de Viktor Iouchtchenko au cours de l'année 2004.
Les années de présidence de Viktor Iouchtchenko ont été controversées. Accusé de « russophobie » dans un pays très divisé entre l'est russophone et l'ouest pro-occidental, Viktor Iouchtchenko bat très vite des records d'impopularité. Quelques années après son élection, il ne parvient pas à gérer les problèmes de la crise économique mondiale de 2008-2010 dans un pays qui en est fortement affecté. La révolution orange peut être considérée comme close par la victoire du pro-russe Viktor Ianoukovytch à l'élection présidentielle ukrainienne de 2010, élection au cours de laquelle Iouchtchenko ne recueille que 5,45 % des voix, le plaçant à la cinquième place.

### D'indéniables avancées démocratiques

#### Rapprochement des standards européens
Sous la présidence de Viktor Iouchtchenko, l'Ukraine a connu des avancées indéniables, notamment par un rapprochement des standards européens.
En premier lieu, il convient de souligner l'absence de fraudes électorales (notamment via le bourrage d'urnes) en Ukraine depuis le scandale des présidentielles de 2004. Ainsi, les observateurs internationaux ont relevé des scrutins honnêtes et propres aux élections législatives de 2007 et 2009, tout comme lors de l'élection présidentielle de 2010, bien qu'à cette occasion, certains partisans de la candidate Ioulia Tymochenko se soient plaints de certaines irrégularités toutefois marginales. La base formelle de la démocratie semble donc avoir été mise en place sous la présidence de Viktor Iouchtchenko.
L'Union européenne a affiché son enthousiasme vis-à-vis du nouveau régime pro-occidental et a amorcé une politique de voisinage avec l'Ukraine incluant un programme d'action pour la période 2007-2013 et des objectifs concrets d'améliorations à atteindre dans le pays (notamment en termes de mise en place d'un État de Droit fonctionnel, de réduction de la pauvreté et d'ouverture des frontières à la libre concurrence) en échange d'une aide financière versée régulièrement. Dans cette logique d’adhésion aux standards européens, l'Ukraine a libéralisé son économie et mis un terme aux pressions subies par la presse, rendant le débat public plus transparent et plus égalitaire entre le pouvoir et l'opposition. La politique de voisinage a certes été ralentie à partir de 2009 – date à laquelle le « plan d'action » est devenu un simple « agenda d'association » – mais cela s'explique par les difficultés que rencontrait l'Ukraine dans le cadre de la crise économique mondiale, nécessitant un certain protectionnisme économique pour éviter d'aggraver la situation.
La libéralisation de l'économie impulsée par le pouvoir a permis une adhésion à l'Organisation mondiale du commerce (OMC) en 2008. Toujours dans l'idée d'un rapprochement avec l'Occident, le président a engagé des négociations pour que le pays intègre l'OTAN et l'Union européenne, mais cela n'a pas abouti, notamment à cause d'un manque de soutien au sein de l'opinion publique.

#### Abandon du présidentialisme
Le 8 décembre 2004, en pleine révolution orange et alors qu'il devenait évident que Viktor Ianoukovytch n’accéderait pas à la présidence, une loi réformant la Constitution ukrainienne a été promulguée à la suite d'un accord conjoint entre le pouvoir encore en place et Viktor Iouchtchenko. La Constitution réformée de 2004 allait vers davantage de parlementarisme en affaiblissant les compétences du président au profit du Premier ministre et du Parlement, permettant ainsi de mettre un terme au régime de Leonid Koutchma.
L'élaboration de ces amendements relève néanmoins d'une certaine manipulation de la part du régime de l'ancien président. Cette loi réformant la Constitution avait été élaborée en 2003 par le président Koutchma et le Premier Ministre Ianoukovytch, avec pour objectif de ne la promulguer qu'en cas de victoire de l'opposition aux élections présidentielles de 2004, la loi pouvant être adoptée dans l'urgence entre le deuxième tour de l'élection et la prise effective de pouvoir par l'opposition. C'est effectivement ce qu'il s'est passé, mais ce choix correspondait aussi à la volonté de Iouchtchenko d'abandonner le présidentialisme et de rééquilibrer les différents pouvoirs.
Plus tard, lorsque la Constitution de 2004 s'est révélée imparfaite, Iouchtchenko n'a pas essayé de l'annuler pour revenir à la Constitution présidentialiste de 1996, ce qui aurait été complètement contraire aux principes ayant animé la révolution orange. Le président a proposé en 2009 un ensemble de nouveaux amendements, mais le projet a été jugé imparfait aussi bien au sein de son propre parti (Notre Ukraine) que par la Commission de Venise (Organe du Conseil de l'Europe), conduisant à l'annulation de la réforme,. Néanmoins, cet épisode montre un certain attachement gardé par le président Iouchtchenko jusqu'à la fin de son mandat vis-à-vis de l'élan de la révolution orange.

### Des dysfonctionnements persistants ou nouveaux

#### Instabilité, crises politiques et querelles
L'Ukraine a néanmoins connu sous la présidence de Viktor Iouchtchenko d'importants dysfonctionnements, notamment du fait de crises politiques à répétition.
Viktor Iouchtchenko a été élu en 2004 grâce à une coalition politique réalisée avec le parti de Ioulia Tymochenko (BIouT), nommée Première ministre en janvier 2005 et portant de nombreux espoirs de changement. Néanmoins, l'entente entre le président et la Première ministre s'est très rapidement dégradée à cause de divergences d'opinions dans la ligne à suivre pour réformer le pays. Dès septembre 2005, Ioulia Tymochenko a été limogée par Viktor Iouchtchenko, alors que la popularité de ce dernier diminuait rapidement. Par la suite, le pays a connu une période de cohabitation politique conflictuelle d’août 2006 à octobre 2007 (Viktor Ianoukovytch étant alors Premier ministre), et le retour de Ioulia Tymochenko au gouvernement de décembre 2007 à mars 2010 s'est caractérisé par de fortes tensions avec le président.
Le grand échec de l'élan impulsé par la révolution orange provient du fait que le régime politique sous la présidence de Iouchtchenko a été instable, entaché par les crises politiques et les querelles de pouvoir entre le président et les Premiers Ministres successifs, ainsi qu'au sein du Parlement. En effet, des coalitions parlementaires parfois éphémères et sans projet politique commun ont vu le jour dans le simple but de mettre en échec un adversaire commun. Outre les divergences entre les différents acteurs politiques sur les réformes à appliquer, les dysfonctionnements du système s'expliquent aussi par les imperfections de la Constitution de 2004.
Cette Constitution a mis en place un régime instable. Elle définit de manière ambiguë l'attribution des différents pouvoirs, en ne séparant jamais complètement les pouvoirs législatif, exécutif et judiciaire, ce qui crée un empiétement des sources de décision dans chaque domaine et conduit inévitablement à des conflits. Elle donne une grande liberté aux députés pour voter indépendamment de leur parti ou de leur coalition. Cela rend la gouvernance du pays très compliquée puisqu'une majorité obtenue par le biais d'une coalition est toujours une majorité molle et instable qui ne vote jamais d'une seule voix. Par ailleurs, certaines compétences sont données à la fois au président et aux Ministres, comme l'initiative législative ; cela a conduit à une rivalité des deux pouvoirs avec des directions parfois contradictoires. Ces dysfonctionnements étaient prévisibles : la Commission de Venise avait évoqué ce risque dans un avis de 2004. Dans les faits, la Constitution est incapable d'encadrer la vie politique en cas de cohabitation politique, car président et Premier Ministre peuvent constamment entrer en conflit sur des domaines où tous deux ont des compétences. La Constitution ne fonctionnerait que si le président et le Premier Ministre s'entendaient parfaitement pour exercer le pouvoir de manière consultée, ce qui a rarement été le cas sous la présidence de Viktor Iouchtchenko.
À ces tensions de politique intérieure s'ajoutent, chaque hiver, les crises successives liées au gaz importé de Russie, conséquence d'une politique voulant affirmer son autonomie vis-à-vis de Moscou. La population a subi des hausses de prix élevées l'hiver 2005-2006 et des coupures de gaz l'hiver 2008-2009 qui ont fortement contribué à la chute de popularité du régime.

#### Droit et vie politique
Le domaine du droit en Ukraine est resté problématique, et la justice peu fonctionnelle. La Cour constitutionnelle est restée d'une lenteur problématique, l'empêchant d'assurer ses fonctions de manière efficace. En outre, la justice a continué d'être partiale, du fait des pressions politiques qui ont pu être exercées sur les juges, y compris des juges de la Cour constitutionnelle, par les partis au pouvoir comme par ceux de l'opposition. La vie politique a été entachée par la corruption de nombreux acteurs du domaine judiciaire et législatif,. Les procédures légales ont souvent été contournées pour accélérer le processus décisionnel et éviter un éventuel blocage d'un projet entrepris par l'exécutif comme par le législatif. Ainsi, la loi adoptée en décembre 2004 amendant la Constitution pour la rendre moins présidentialiste à la suite de la révolution orange n'a pas fait l'objet d'un contrôle de constitutionnalité par la Cour constitutionnelle comme cela aurait dû être le cas selon le droit ukrainien (vice de procédure).
Parfois, les acteurs politiques ont tout simplement ignoré le Droit constitutionnel pour défendre leurs intérêts. Ainsi en 2007, Viktor Ianoukovytch est parvenu à faire changer d'affiliation partisane des députés en cours de mandat pour qu'ils rejoignent son parti sans que de nouvelles élections législatives soient tenues, ce que la Constitution interdit. Le président Viktor Iouchtchenko s'est indigné de cette manœuvre de l'opposition et a immédiatement décidé de dissoudre le Parlement et d'organiser des élections législatives anticipées. Cependant, Viktor Ianoukovytch a, à son tour, dénoncé la non-constitutionnalité de cette dissolution, dont le motif ne correspondait à aucune des conditions inscrites dans le texte de la Constitution.

### Évolution et stagnation de la manière de gouverner

#### L'exercice du pouvoir après la révolution orange
Selon Gilles Lepesant, « nombre d’acteurs de la « révolution orange » se sont révélés aussi âpres au gain que leurs adversaires ». Sur le plan économique tout d'abord, il est vrai que le nouveau pouvoir est parfois resté lié à certains intérêts industriels : Ioulia Tymochenko était une ancienne oligarque et ses contacts avec l'entreprise sidérurgiste Nikipol Ferro-Alloy ont été le motif de son renvoi du poste de Première ministre en 2005. Néanmoins, Gilles Lepesant emploie surtout l'expression « âpres au gain » pour désigner la rudesse des stratégies politiques (et non leurs liens avec l'économie) employées par les anciens leaders de la révolution au détriment des idéaux démocratiques les ayant amenés à leurs fonctions.
D'une manière générale, au cours des cinq années de présidence de Viktor Iouchtchenko, chaque acteur majeur de la vie politique ukrainienne a joué un jeu peu honnête de façon à s'attribuer davantage de pouvoir à court terme. Le président Iouchtchenko, pourtant leader de la révolution orange et très critique envers les abus de pouvoir de Leonid Koutchma, a, lui aussi, utilisé parfois la manière forte pour renforcer son pouvoir. Lors de son arrivée à la tête de l’État, Viktor Iouchtchenko a certes supprimé l'administration présidentielle très influente du président Koutchma, en remplaçant cet organe politiquement influent par un « Secrétariat présidentiel » uniquement administratif et donc neutre dans le paysage politique. Cependant, lors de la cohabitation avec le Premier ministre Viktor Ianoukovytch, le président Iouchtchenko a changé de stratégie en transformant de nouveau ce secrétariat en une administration puissante capable d'influer à la fois sur le Parlement, le conseil des ministres, la Cour constitutionnelle et les administrations régionales de manière à assurer les positions présidentielles et d'évincer en partie le pouvoir décisionnel du Premier ministre,. De même, en 2006, Viktor Iouchtchenko a nommé un proche de Notre Ukraine (Petro Porochenko, par ailleurs oligarque) à la tête du Conseil national de défense et de sécurité, avec des compétences larges empiétant sur les compétences normales du Premier ministre. Les 20 avril et 1er mai 2007, le président limoge par ailleurs deux juges de la Cour constitutionnelle soupçonnés de corruption, sans qu'aucun procès ni jugement n'ait eu lieu pour prouver leur culpabilité.
Ioulia Tymochenko est, elle aussi, vue comme une personne avide de pouvoir, demandant fréquemment, à partir de 2007, un renforcement des compétences du poste de Premier ministre qu'elle occupe alors. En 2010, lors de l'élection à la présidence de Viktor Ianoukovytch, Ioulia Tymochenko refuse de quitter le poste de Première ministre, estimant illégitime la victoire du nouveau président, et le Parlement doit voter une motion de censure pour qu'elle abandonne son poste.
Les Ukrainiens ont finalement été considérablement déçus par les leaders de la révolution orange, en particulier par Viktor Iouchtchenko qui n'est arrivé qu'à la cinquième place aux élections présidentielles de 2010 avec 5 % des suffrages, contre 35 % pour son ancien adversaire Viktor Ianoukovytch. Une partie de ce lourd échec peut être attribuée à la crise économique mondiale qui a très fortement touché l'Ukraine en 2009, néanmoins c'est surtout l'attitude du président au cours de son mandat qui lui a valu une chute de popularité dès 2005-2006[réf. nécessaire].

## 2010-2014: la présidence du pro-russe Viktor Ianoukovytch

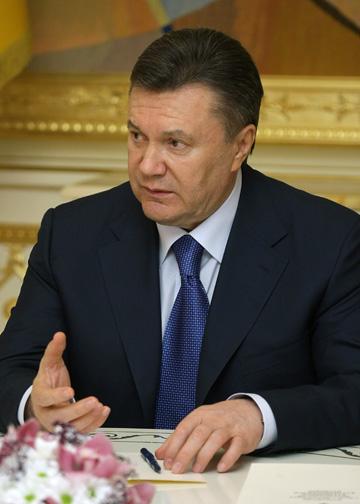
En 2010, Viktor Ianoukovytch succède à Viktor Iouchtchenko.

Le retour au pouvoir du parti pro-russe Parti des régions avec l'élection de Viktor Ianoukovytch en 2010 est marqué par une régression des avancées faites sous la présidence de Viktor Iouchtchenko en termes d'État de droit et de démocratie.
Le 30 septembre 2010, le vice de procédure initial dans la promulgation de la Constitution de 2004 (absence de contrôle constitutionnel) est exploité par Viktor Ianoukovytch pour faire annuler la loi d'amendements et revenir à la Constitution de 1996 du président Koutchma, offrant de nouveau au président de larges compétences politiques par rapport au Parlement, enterrant symboliquement l'ouverture politique engendrée par la révolution orange. La commission de Venise publie en décembre 2010 un avis désapprouvant à demi-mot l'annulation des amendements constitutionnels de 2004, en soulignant notamment le non-respect d'une jurisprudence établie précédemment. En effet, en 2007, des députés ont déposé devant la Cour constitutionnelle une demande d'annulation pour vice de forme de la loi n°2222 de décembre 2004 apportant des amendements à la Constitution. La Cour avait alors rejeté la demande, considérant que le texte de loi, une fois appliqué, ne pouvait plus être contesté. Cette jurisprudence aurait dû rendre la loi n°2222 inattaquable à l'avenir selon les préceptes du droit, ce qui n'a pas été le cas. Bien que cette « manœuvre » du président soit objectivement illégitime et moralement condamnable, pour nombre d'Ukrainiens ce retour en arrière signifie avant tout un retour à la stabilité politique qui a tant fait défaut sous le président Iouchtchenko. Pourtant, Viktor Ianoukovytch avait lui-même élaboré les amendements de 2004 avec le président Koutchma, et l'instabilité politique que le pays a connue entre 2005 et 2010 était en partie la cause des dysfonctionnements de cette Constitution. Il semble ainsi évident pour plusieurs chercheurs en politique que les amendements de 2004 ont été introduits par le parti pro-russe Parti des régions dans l'espoir d'un dysfonctionnement de la vie politique qui conduirait à son retour au pouvoir en 2010 de manière à étouffer la révolution orange qui lui avait été fatal[réf. souhaitée].

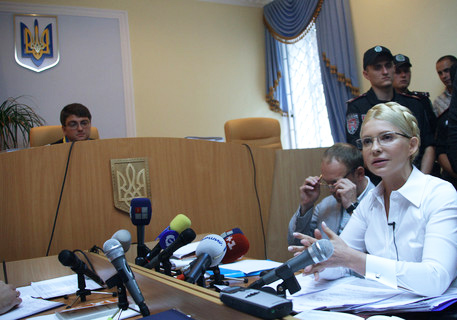
Ioulia Tymochenko, opposante politique de Viktor Ianoukovytch, lors de son procès.

Si les pratiques politiques ont parfois été critiquables sous la présidence de Iouchtchenko, le nouveau pouvoir utilise quant à lui des méthodes beaucoup plus préoccupantes. Viktor Ianoukovytch se fait élire sur le thème de la lutte contre la corruption, mais cette lutte est rapidement détournée pour poursuivre les personnalités affiliées à Notre Ukraine et au Bloc Ioulia Tymochenko, partis d'opposition pro-occidentaux. La condamnation de Ioulia Tymochenko, opposante politique à Ianoukovytch, à sept ans de prison pour abus de pouvoir en novembre 2011 laisse penser à un procès politique dans lequel la justice a été partiale. L'accusée exprime elle-même l'opinion, répandue, que le juge l'ayant condamnée est une « marionnette » suivant des instructions reçues par le président Ianoukovytch. L'UE, par la voix de Catherine Ashton, condamne le retour à de telles pratiques.
De même, aux élections municipales ukrainiennes de 2010, les partis déclarés depuis moins d'un an n'ont pas pu se présenter. La censure de la presse est par ailleurs partiellement revenue : la télévision évoque très peu les sujets politiques et les journaux subissent des pressions qui, selon Gilles Lepesant, ne se sont plus vues depuis la révolution orange.
Il faut néanmoins soulever dans le bilan provisoire de la présidence de Viktor Ianoukovytch que les relations de l'Ukraine avec la Russie se sont grandement améliorées et ont permis une stabilité des tarifs gaziers à des prix abordables, soulageant la situation économique de l'Ukraine. La politique d'ouverture envers l'Union européenne a également été conservée jusqu'au 28 novembre 2013, date à laquelle les relations entre l'Ukraine et l'Union européenne se sont considérablement dégradées à la suite du refus de la part du président Ianoukovytch de signer un accord d'association prévu avec l'Union européenne, déclenchant de nouvelles manifestations massives à Kiev et dans le reste du pays semblables à celles de la révolution orange de 2004-2005. Le 23 février 2014, Ianoukovytch fuit en Russie et l'opposition prend le pouvoir.

### Filmographie
- Orangelove (orANGELove, 2006), fiction ukrainienne, réalisée par Alan Badoïev.